# Hyporhamphus naos
Hyporhamphus naos is een  straalvinnige vissensoort uit de familie van halfsnavelbekken (Hemiramphidae). De wetenschappelijke naam van de soort werd voor het eerst geldig gepubliceerd in 2001 door Heidi May Banford en Bruce Baden Collette.
De soort staat op de Rode Lijst van de IUCN als niet bedreigd, beoordelingsjaar 2007.